# Ramal Cocule-Lago Ranco
El ramal Cocule-Lago Ranco fue un ramal ferroviario de Chile que conectó las localidades de La Unión y Lago Ranco, en la Región de Los Ríos. Un sub-ramal de esta línea también permitió la conexión con la villa de Entre Lagos en la comuna de Puyehue, Región de Los Lagos.
Toma su denominación de la localidad de Cocule al sur de La Unión, donde el ramal se separaba de la línea del Ferrocarril Longitudinal Sur de la Empresa de los Ferrocarriles del Estado, que por entonces conectaba las ciudades de Santiago y Puerto Montt.

## Historia

### Antecedentes
El primer proyecto de esta línea data del año 1905, cuando el ingeniero Fernando Petit elabora el primer trazado del trayecto entre La Unión y Río Bueno por el sur del río homónimo. Un esfuerzo similar es replicado en 1910 por Rafael Edwards con un trayecto propuesto por la ribera norte del río, y posteriormente en 1922 por Abel Munizaga, quien llega a ejecutar parcialmente una construcción al sur del río bueno, que sin embargo queda inconclusa por falta de financiamiento.

### Proyecto definitivo
En noviembre de 1925 se encarga un estudio para la conclusión de las vías al ingeniero Isidro Dorotea, y finalmente el 7 de marzo de 1929 la empresa «Barriga, Wachholtz y Alessandri y Cía» comienza con las obras. No obstante, este trabajo se ve paralizado súbitamente por la crisis económica de ese año, y recién es reanudado en 1933 para completar el tramo entre La Unión y Río Bueno. El tramo entre esta última localidad y Lago Ranco es entregado cuatro años más tarde, en noviembre de 1937.

### Ramal Crucero-Puyehue
En 1949 se concluyen las obras del sub-ramal entre la estación Crucero y la localidad de Entre Lagos —también conocido como ramal Crucero-Puyehue—, concluyéndose de esta forma el trazado definitivo de la vía. En este trayecto destacó la construcción del puente Chirre, que conectó las estaciones Chirre y Entre Lagos, y que fue uno de los puentes ferroviarios más altos del país.
Esta vía fue severamente afectada por el terremoto de mayo de 1960, lo que implicó el cese indefinido de las operaciones en el tramo entre Chirre y Entre Lagos. En diciembre de 1961 el gobierno decretó el levantamiento de la vía en este sector.

### Desaparición
El servicio de pasajeros dejó de operar el 6 de marzo de 1983, mientras que el transporte de cargo cesó en sus funciones en septiembre de 1990. Este proceso fue parte de un periodo más extenso de racionalización de servicios de la Empresa de los Ferrocarriles del Estado, donde dejaron de operar la mayoría de los servicios ferroviarios del país. Por su parte, el trayecto entre Chirre y Entre Lagos había dejado de operar en mayo de 1960 producto del terremoto de ese mismo año.
A fines de 2004, tras años de deterioro y desaparición de durmientes y partes de rieles, el Ministerio de Transportes y Telecomunicaciones decretó el levantamiento de la vía férrea.
En 2017, los puentes ferroviarios Contra N.° 1, localizado a 1 km al poniente de Río Bueno, y Chirre fueron declarados monumentos nacionales.

## Trazado
El trazado del ramal principal entre Cocule y Lago Ranco era el siguiente:
- Cocule
- Río Bueno
- Alfredo Guzmán (denominada "Litran" hasta el 14 de marzo de 1938)[7]
- Crucero
- Trapi
- Vivanco (denominada "Polcura" hasta el 23 de marzo de 1934)[8]
- Ignao
- Quillaico
- Lago Ranco

Por su parte, la ruta a Entre Lagos era:
- Crucero
- Purrapel
- Champulli
- Chirre
- Entre Lagos